# Erioconopa harukawai
Erioconopa harukawai is een tweevleugelige uit de familie steltmuggen (Limoniidae). De soort komt voor in het Palearctisch gebied.